# Ожиновий проїзд (Житомир)
Ожиновий проїзд — проїзд в Корольовському районі міста Житомир.

## Розташування
Знаходиться на теренах Смоківки — Мар'янівки, неподалік хутора Затишшя. З'єднує Мар'янівську вулицю з 5-ю Мар'янівською лінією.

## Історія
Забудова почала формуватися на початку 1990-х років.
Проїзд отримав чинну назву у 1993 році.